# Sergei Alexandrowitsch Petuchow
Sergei Alexandrowitsch Petuchow (russisch Сергей Александрович Петухов, engl. Transkription Sergey Petukhov; * 22. Dezember 1983) ist ein russischer Sprinter, der sich auf den 400-Meter-Lauf spezialisiert hat.
2011 wurde er nationaler Hallenmeister.
Auf internationaler Ebene ist er bislang vor allem als Staffelläufer in Erscheinung getreten. 2010 wurde er bei den Leichtathletik-Europameisterschaften in Barcelona im Vorlauf der 4-mal-400-Meter-Staffel eingesetzt und trug so zum Gewinn der Goldmedaille für das russische Team bei. Bei den Halleneuropameisterschaften 2011 in Paris und bei den Hallenweltmeisterschaften 2012 in Istanbul kam er mit der russischen Stafette jeweils auf den vierten Platz.
2013 gewann er mit der russischen Mannschaft bei den Leichtathletik-Weltmeisterschaften in Moskau Bronze in der 4-mal-400-Meter-Staffel.

## Persönliche Bestzeiten
- 400 m: 45,97 s, 24. Juli 2013, Moskau
  - Halle: 46,89 s, 17. Februar 2011, Moskau